# Prohydata popayanaria
Prohydata popayanaria là một loài bướm đêm trong họ Geometridae.